# Utxas
Utxas (en rus: Учас) és un poble (un possiólok) de l'óblast de Kémerovo, a Rússia, que en el cens del 2010 tenia 50 habitants, pertany al districte de Mejdurétxensk.